# پریکلس
پریکلس (‎/ˈpɛrɪkliːz/‎; یونانی باستان: Περικλῆς Periklēs, تلفظ [pe.ri.klɛ̂:s] در لهجه آتنی کلاسیک؛ حدود ۴۹۵ – ۴۲۹ پیش از میلاد) دولتمرد، سخنور و ژنرال برجسته و تأثیرگذار آتنی در دوران طلایی این شهر، به ویژه در زمان بین جنگ‌های پارس و پلوپونزی بود. او از سمت مادری خود، از خانوادهٔ قدرتمند و بانفوذ آلکمائون بود. پریکلس چنان تأثیر عمیقی در جامعه آتن داشت که توسط توسیدید، مورخ معاصر، به عنوان «اولین شهروند آتن» تحسین شد. پریکلس لیگ دلوس را به امپراتوری آتن تبدیل کرد و طی دو سال اول جنگ پلوپونز آتنیان را رهبری کرد. دوره‌ای که وی در آن حاکم آتن بود، تقریباً از سال ۴۶۱ تا ۴۲۹ قبل از میلاد است، گاهی این بازهٔ زمانی به عنوان «عصر پریکلس» هم شناخته می‌شود، اما دورهٔ مذکور می‌تواند شامل عصر جنگ‌های پارسیان یا اواخر قرن بعدی هم باشد.
پریکلس هنر و ادبیات را ترویج می‌کرد و اصولاً از طریق تلاش‌های او بود که آتن به مرکز آموزشی و فرهنگی جهان یونان باستان مبدل گشت. او یک پروژه جاه‌طلبانه را آغاز کرد، که در آن بیشتر ساختارهای باقی مانده در آکروپولیس، از جمله پارتنون ساخته شدند. این پروژه شهر را زیبا و محافظت کرد، شکوه آن را به نمایش گذاشت و به مردمش کار بخشید. پریکلس همچنین دموکراسی آتنی را پرورش داد ولی منتقدانش او را پوپولیست می‌خواندند. وی به همراه چند نفر از اعضای خانواده‌اش در سال ۴۲۹ قبل از میلاد، به علت ابتلا به بیماری طاعون آتن، که هنگام درگیری طویل‌المدت با اسپارت در آتن همه‌گیر شده بود، درگذشت.

## سال‌های ابتدایی
سیاست ما قوانین ایالت‌های همسایه را رونوشت نمی‌کند. ما بیشتر الگویی برای دیگران هستیم تا یک مقلد. این یک دموکراسی نامیده می‌شود؛ زیرا تعداد معدودی حاکم نیستند بلکه اکثریت حکومت می‌کنند. اگر به قوانین نگاه کنیم، می‌بینیم که چگونه عدالت را برابرانه، با الطفات بر تفاوت‌های فردی، میان همگان موجب شده‌اند. اگر به وضعیت اجتماعی بنگریم، پیشرفت در زندگی عموم به میزان استعدادشان بستگی دارد و ملاحظات طبقاتی اجازه مداخله در شایسته‌سالاری را ندارند؛ و اگر مردی قادر باشد به دولت خدمتی کند، طبقه‌اش مانع او نمی‌شود.— توسیدید، خطابهٔ خاکسپاری پریکلس
پریکلس حدود سال ۴۹۵ قبل از میلاد، در آتن، یونان متولد شد. او پسر سیاستمداری به نام زانتیپوس بود که در ۴۸۵ یا ۴۸۴ پیش از میلاد، طرد شده بود، ولی فقط پنج سال بعد به فرمان مشروط آتنی‌ها، که پس از در پیروزی یونانیان در میکال صادر شد، به شهر بازگشت. مادر پریکلس، آگاریسته، عضو خانوادهٔ قدرتمند و با اصالت دارای مناقشه، به نام آلکمائون، بود و نسبت خانوادگی او نقش مهمی در کمک به شروع فعالیت‌های سیاسی زانتیپوس داشت. آگاریسته نوهٔ بزرگ کلئیستنس، جبار شهر سیکون، و خواهرزادهٔ حاکم اصلاح‌طلب آتن، کلئیستنس، بود.
طبق گفته‌های هرودوت و پلوتارک، چند شب قبل از تولد پریکلس، آگاریسته در خواب دید که یک شیر به دنیا آورده‌است. افسانه‌ها می‌گویند که فیلیپ دوم مقدونی قبل از تولد پسرش، اسکندر بزرگ، رؤیای مشابهی داشته‌است. تعبیر خواب شیر را به عنوان نمادی سنتی از عظمت قلمداد می‌کنند، اما ممکن است این داستان به بزرگی غیرمعمول اندازهٔ جمجمهٔ پریکلس نیز اشاره کند، چنان‌که کمدین‌های معاصرش او را به این علت مسخره کرده و کله‌اش را به گیاه پیاز دریایی تشبیه می‌کردند. اگرچه پلوتارک ادعا می‌کند که این بدشکلی بدان دلیل بوده‌است که پریکلس همیشه با کلاهخود به تصویر کشیده می‌شود، اما چنین نیست؛ کلاهخود او در واقع نماد مقام رسمی او، به عنوان یک استراتیگوس (ژنرال) بود.
پریکلس به قبیله آکامانتیس (Ἀκαμαντὶς φυλή) تعلق داشت. با این حال از سال‌های اولیه زندگی او اطلاعی در دست نیست. او در جوانی درون‌گرا بود و از حضور در جمع اجتناب می‌کرد، در عوض ترجیح می‌داد وقت خود را به تحصیل اختصاص دهد.
اشرافی‌ و ثروتمند بودن خانواده‌اش به او این امکان را می‌داد که گرایش خود را به تحصیل کاملاً دنبال کند. وی موسیقی را از استادان آن زمان آموخت (دامون یا پیتوکلیدس می‌توانستند استاد او باشند) و به نظر وی اولین سیاستمداری است که اهمیت فلسفه را می‌داند. وی از همراهی فیلسوفانی همچون پروتاگوراس، زنون الئایی و آناکساگوراس برخوردار بود. به ویژه با آناکساگوراس دوست صمیمی بود و او تأثیر زیادی بر وی گذاشته بود.
طرز فکر و کاریزمای بلاغی پریکلس احتمالاً بخشی از تأکید آناکساگوراس بر آرامش عاطفی در برابر مشکلات و بدبینی نسبت به پدیده‌های الهی بوده‌است. آرامش و خویشتنداری مثال‌زدنی وی نیز غالباً به عنوان نتیجهٔ همنشینیش با آناکساگوراس در نظر گرفته می‌شود.

## فعالیت سیاسی تا سال ۴۳۱ قبل از میلاد

### ورود به سیاست

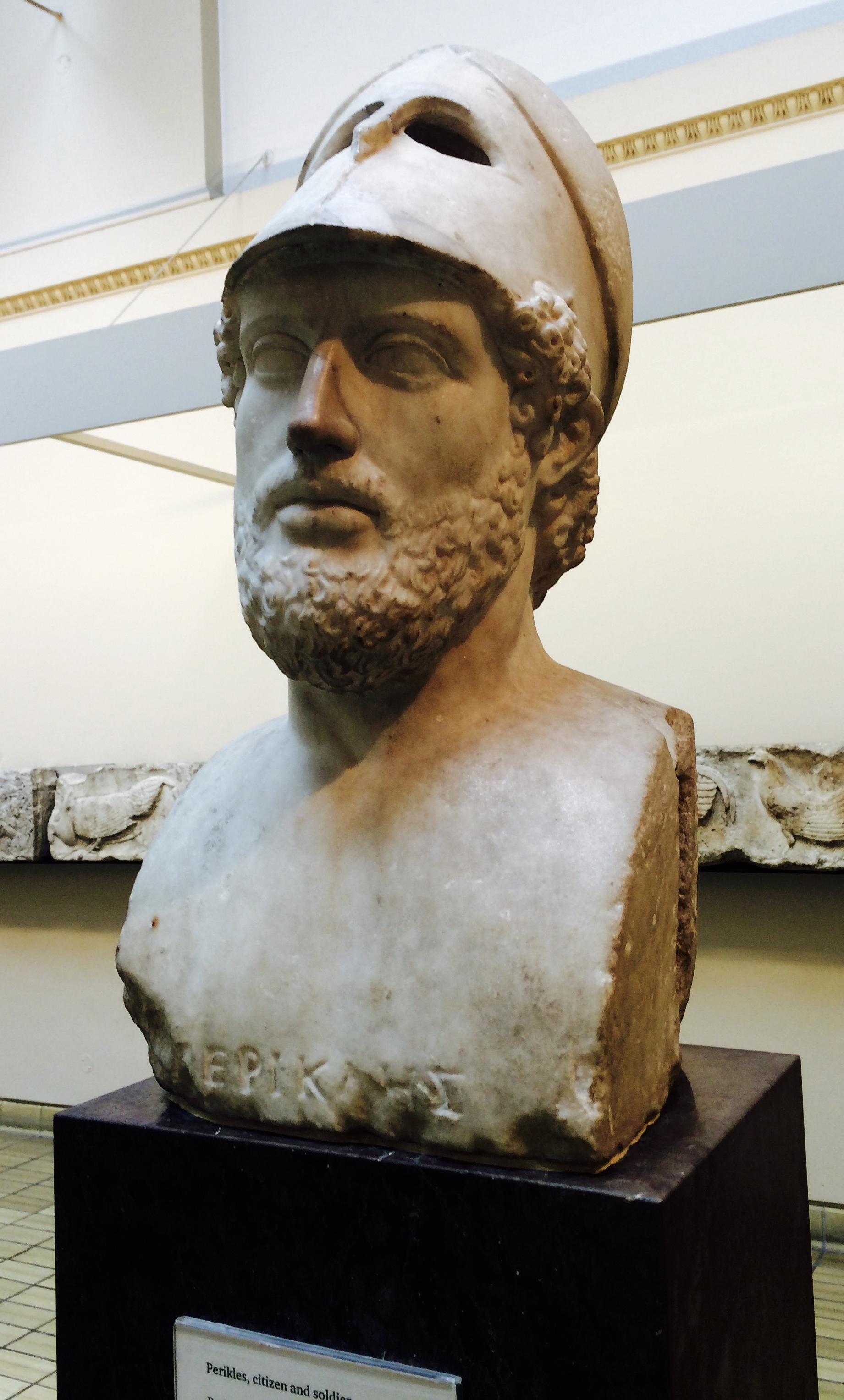
نیم تنه پریکلس، پیکره فوق یک کپی رومی از یونانی است و درموزه بریتانیا نگهداری می‌شود.

در بهار سال ۴۷۲ پیش از میلاد، پریکلس نمایش پارسیان اثر آیسخیلوس را در دیونیسیای بزرگ، به عنوان یک مناسک برگزار کرد، که نشان می‌دهد وی یکی از ثروتمندترین مردان آتن بوده‌است. سایمون هورنبلوور استدلال کرده‌است که انتخاب این نمایشنامه توسط پریکلس، که تصویری نوستالژیک از پیروزی معروف تمیستوکلس در سالامیس را روایت می‌کند، نشان دهندهٔ این نکته است که این سیاستمدار جوان از تمیستوکلس در برابر رقیب سیاسیش، سیمون، حمایت می‌کرد، جناحی که پس از مدت کوتاهی موفق به عقب نشاندن تمیستوکلس شد.
پلوتارک می‌گوید که پریکلس چهل سال در میان آتنی‌ها در مقام اول بود. اگر چنین بود، پریکلس باید از اوایل دههٔ ۴۶۰ قبل از میلاد موقعیت رهبری را به دست گرفته باشد؛ یعنی در اوایل یا اواسط سی سالگیش. در طول این سال‌ها او تلاش کرد تا از حریم خصوصی خود محافظت کند و خود را به عنوان الگویی برای همشهریان خود معرفی نماید. به عنوان مثال، او اغلب از مهمانی‌ها اجتناب می‌کرد و سعی داشت صرفه‌جو باشد.
در سال ۴۶۳ قبل از میلاد، پریکلس سیمون، رهبر جناح محافظه‌کار، را به بی‌توجهی به منافع حیاتی آتن در مقدونیه متهم کرد. اگرچه سیمون تبرئه شد، اما این رویارویی ثابت کرد که مخالف سیاسی اصلی پریکلس آسیب‌پذیر است.

### تبعید سیمون
در حدود سال ۴۶۱ قبل از میلاد، رهبری حزب دموکراتیک به این نتیجه رسید که زمانش فرا رسیده که آرئوپاگوس، یک شورای سنتی تحت کنترل اشراف آتن که زمانی قدرتمندترین نهاد دولت بود، را هدف قرار دهد. ایفیالتس، رهبر حزب و مرشد پریکلس، پیشنهاد کاهش قدرت‌های آرئوپاگوس را مطرح کرد. انجمن آتن (اککلسیا) بدون مخالفت پیشنهاد ایفیالتس را تصویب کرد. این اصلاحات آغاز دورهٔ جدیدی از «دموکراسی رادیکال» بود.
حزب دموکراتیک به‌تدریج در سیاست آتن مسلط شد و به نظر می‌رسید پریکلس مایل است از سیاست پوپولیستی برای جلب نظر مردم پیروی کند. از نظر ارسطو، موضع پریکلس را می‌توان با این واقعیت توضیح داد که اصلی‌ترین مخالف سیاسی وی، سیمون، هم ثروتمند و هم سخاوتمند بود و با تقسیم بخش‌های زیادی از ثروت شخصی قابل توجه خود، توانست محبوبیت عمومی به دست آورد. با این حال، مورخ لورن ج. سامونز دوم، استدلال می‌کند که پریکلس، اگر چنین انتخابی کرده باشد، منابع کافی برای ایجاد چنین نشان سیاسی را، از اموال شخصیش داشت.
در سال ۴۶۱ قبل از میلاد، پریکلس با استفاده از استراسیزم (تبعید اجباری)، به حذف سیاسی حریفش دست یافت. اتهام سیمون این بود که با کمک به اسپارت، به شهر خود خیانت کرده.
پریکلس پس از تبعید سیمون با آراء عمومی، به ترویج یک سیاست اجتماعی پوپولیستی ادامه داد. او ابتدا فرمانی را پیشنهاد کرد که به فقرا اجازه می‌داد نمایش‌های تئاتر را بدون پرداخت هزینه تماشا کنند و هزینهٔ آن‌ها را دولت بپردازد. وی در احکام دیگری، در سال ۴۵۸–۴۵۷ پیش از میلاد دارایی لازمه برای آرکنت‌ها را کاهش داد و مدتی بعد از ۴۵۴ پ‌م، به همهٔ شهروندانی که به عنوان وکیل در هلیا (دادگاه عالی آتن) مشغول به کار بودند، دستمزد سخاوتمندانه‌ای اعطا کرد. بحث‌برانگیزترین اقدام وی، قانونی در سال ۴۵۱ پیش از میلاد بود، که شهروندی آتن را به فرزندانی محدود می‌کرد که از سوی هر دو والدینشان آتنی باشند.
چنین اقداماتی منتقدان پریکلس را بر آن داشت تا وی را مسئول انحطاط تدریجی دموکراسی آتنی بدانند. کنستانتین پاپاریگوپولوس، مورخ بزرگ یونان مدرن، استدلال می‌کند که پریکلس به دنبال گسترش و تثبیت کلیه نهادهای دموکراتیک بود. از این رو، وی قانونی را تصویب کرد که به طبقات پایین جامعه اجازهٔ دسترسی به سیستم سیاسی و دفاتر عمومی، که پیشتر از آن منع می‌شدند، را می‌داد.
به گفته سامونز، پریکلس اعتقاد داشت که بالا بردن دموها ضروری است؛ زیرا در آنان منبع دست‌نخورده‌ای برای قدرت آتن و عنصری حیاتی برای سلطهٔ نظامی آتنیان، می‌دید. (ناوگان، ستون فقرات قدرت آتن از زمان تمیستوکلس، تقریباً به‌طور کامل توسط اعضای طبقات پایین اداره می‌شد.)
از طرف دیگر، سیمون ظاهراً معتقد بود که دیگر هیچ فضای آزاد دیگری برای تکامل دموکراتیک وجود ندارد. وی مطمئن بود که دموکراسی به اوج خود رسیده و اصلاحات پریکلس به بن‌بست عوام‌گرایی منجر شده‌است. به گفته پاپاریگوپولوس، تاریخ از سیمون دفاع کرد، زیرا آتن پس از مرگ پریکلس، در ورطهٔ آشفتگی سیاسی و عوام‌فریبی فرورفت. پاپاریگوپولوس معتقد است که یک قهقرای بی‌سابقه بر شهر نازل شد و شکوه شهر در نتیجهٔ سیاست‌های پوپولیستی پریکلس از بین رفت.
به نظر یک مورخ دیگر، جاستین دانیل کینگ، دموکراسی رادیکال به صورت فردی به نفع مردم بود، اما به دولت آسیب رساند. از طرف دیگر، دونالد کاگان ادعا می‌کند که اقدامات دموکراتیک پریکلس، زمینه را برای یک قدرت سیاسی غیرقابل حل فراهم آورد. نهایتاً، سیمون پس از بازگشت از تبعید در سال ۴۵۱ پ‌م، سرانجام دموکراسی جدید را پذیرفت و با قانون شهروندی مخالفت نکرد.

### رهبری آتن
مرگ ایفیالیتس در سال ۴۶۱ پیش از میلاد، زمینه‌ساز تثبیت اقتدار پریکلس شد. بدون مخالفت سیمون، پس از تبعیدش، رهبر بی‌چالش حزب دموکراتیک، به حاکم بدون چالش آتن تبدیل شد. وی تا زمان مرگ در سال ۴۲۹ پ‌م، در قدرت باقی ماند.

#### اولین جنگ پلوپونزی

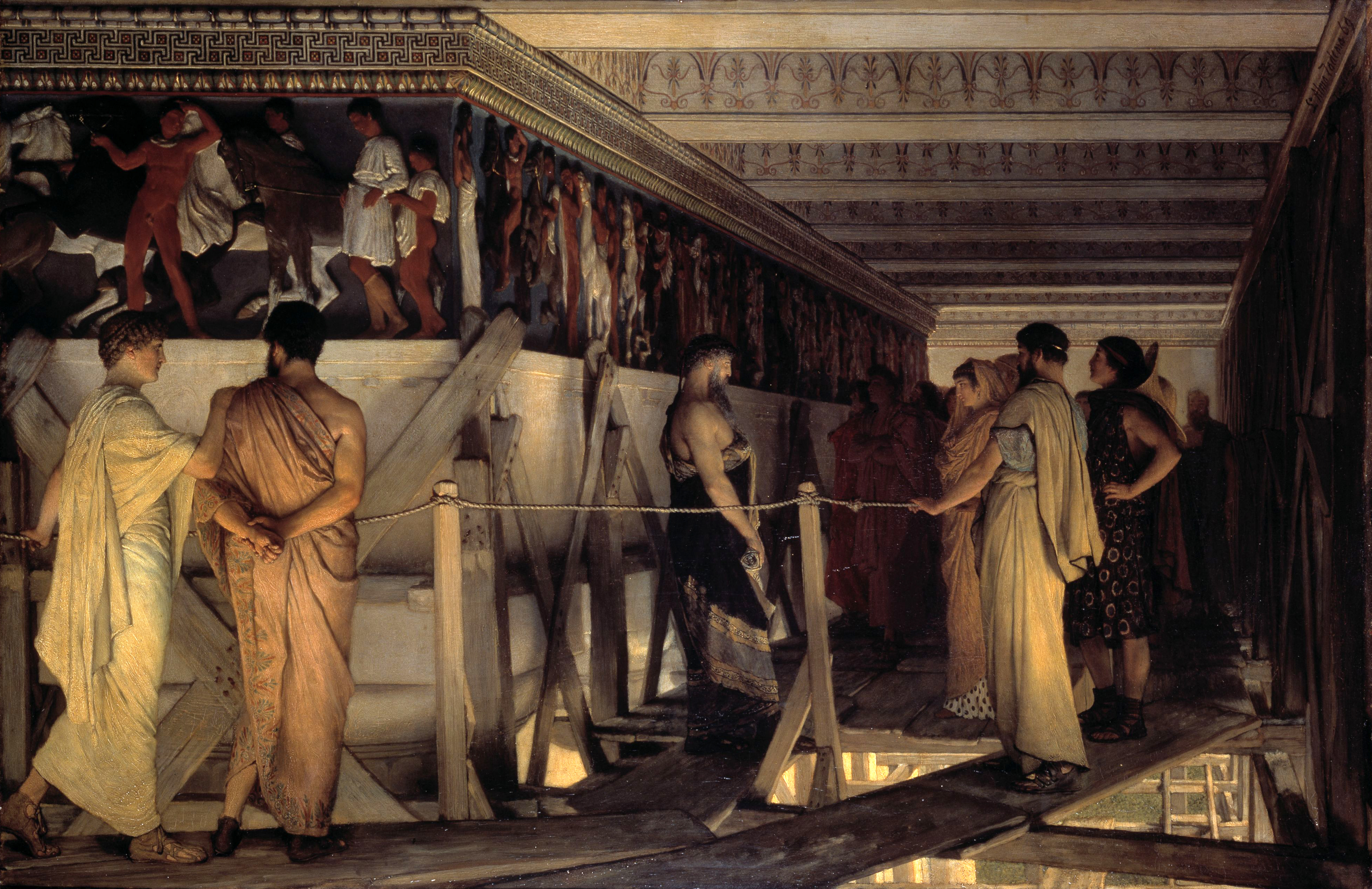
فیدیاس کتیبه‌های پارتنون را به پریکلس، آسپاسیا، الکیبیادس و دوستانشان نشان می‌دهد. اثری از سر لارنس آلما-تادما، ۱۸۶۸، موزه و گالری هنری بیرمنگام.

پریکلس اولین اردوکشی نظامی خود را در جنگ اول پلوپونزی انجام داد، که تا حدی ناشی از اتحاد آتن با مگارا و آرگوس و واکنش متقابل اسپارت به این اتحاد بود. در ۴۵۴ قبل از میلاد او به سیکون و آکارنانیا حمله کرد. وی در مسیر بازگشت، به تلاش ناموفقی برای فتح اونیادئا در خلیج کورنیس، دست زد. در سال ۴۵۱ قبل از میلاد، سیمون از تبعید بازگشت و پس از پیشنهاد پریکلس، با اسپارت برای آتش‌بس ۵ ساله مذاکره کرد، اتفاقی که نشانگر تغییر در استراتژی سیاسی پریکلس است. ممکن است پریکلس در این حین به اهمیت سهم سیمون در جریان درگیری‌های مداوم علیه پلوپونزی‌ها و ایرانی‌ها پی برده‌باشد. با این حال، آنتونی ج. پودلکی استدلال می‌کند که ادعای تغییر موقعیت پریکلس توسط نویسندگان باستان ساخته و پرداخته شده‌است تا «دیدگاه خواهان تغییر پریکلس» را توجیه کند.
پلوتارک اظهار داشت که سیمون با مخالفان خود معامله تقسیم قدرت را منعقد کرد، بر اساس آن پریکلس امور داخلی را انجام می‌داد و سیمون رهبر ارتش آتن بود و خارج از قلمرو لشکرکشی می‌کرد. اگر واقعاً این تقسیم انجام می‌شد، امتیازی از طرف پریکلس می‌بود و او دیگر یک استراتیگوس بزرگ نمی‌شد. عقیدهٔ کاگان این است که سیمون خود را با شرایط جدید تطبیق داده و یک ازدواج سیاسی بین لیبرال‌های پریکلسی و محافظه‌کاران سیمونی را پذیرفته‌است.
در اواسط سال‌های دههٔ ۴۵۰ پ‌م، آتنی‌ها در تلاشی ناموفق به شورش مصر علیه ایران کمک کردند، که منجر به محاصرهٔ طولانی مدت قلعه ایرانیان در دلتای نیل شد. این کارزار با فاجعه‌ای پایان یافت؛ زیرا نیروی محاصره‌کننده شکست خورد و نابود شد. در ۴۵۱–۴۵۰ قبل از میلاد، آتنی‌ها نیروهایی را به قبرس فرستادند. سیمون در نبرد سالامیس در قبرس پارسیان را شکست داد، اما در سال ۴۴۹ پ‌م، بر اثر بیماری درگذشت. گفته می‌شود پریکلس هر دو اردوکشی به مصر و قبرس را آغاز کرده‌است؛ اگرچه برخی از محققان مانند کارل جولیوس بلوخ معتقدند که اعزام چنین ناوگان بزرگی مطابق با روح سیاست سیمون است.
مسئلهٔ پیچیدهٔ این دوره، موضوع صلح کالیاس بود که گفته می‌شود به خصومت بین یونانیان و پارسیان خاتمه داد. وجود این معاهده به شدت مورد مناقشه است و مشخصات و مذاکرات آن مبهم است. ارنست بادیان معتقد است که صلح میان آتن و ایران برای اولین بار در سال ۴۶۳ قبل از میلاد صورت گرفت (و با مداخلات آتنی‌ها در مصر و قبرس نقض شده)، و در پایان کارزار قبرس مذاکرهٔ مجددی انجام شد، و مجدداً در ۴۴۹–۴۴۸ پ‌م منعقد گشت.
از طرف دیگر، جان فاین اظهار می‌دارد که اولین صلح بین آتن و ایران در سال‌های ۴۵۰–۴۴۹ پ‌م منعقد شده‌است، زیرا بنا بر محاسبات پریکلس، درگیری مداوم با ایران توانایی آتن را در گسترش نفوذ خود در یونان و اژه تضعیف می‌کرد. کاگان معتقد است که پریکلس از کالیاس، برادر همسر سیمون به عنوان نمادی از وحدت استفاده کرده و چندین بار او را برای مذاکره در مورد توافق‌های مهم به کار گرفته است.
در بهار ۴۴۹ پیش از میلاد، پریکلس فرمانی را ارائه داد، که منجر به تشکیل اجلاس («کنگره») همه ایالت‌های یونان برای بررسی مسئلهٔ بازسازی معابد تخریب شده توسط پارسیان شد. هرچند این کنگره به دلیل موضع اسپارت ناکام ماند، اما اهداف پریکلس برای برگزاری چنین کنگره‌ای همچنان نامشخص و مبهم است. برخی از مورخان چنین برداشت می‌کنند که او درصدد تشکیل یک کنفدراسیون با مشارکت همهٔ شهرهای یونان بوده است. برخی دیگر فکر می‌کنند که او می‌خواست شکوه آتن را به رخ بکشد. طبق نظر مورخ، تری باکلی، هدف فرمان کنگره اختیار جدیدی برای لیگ دلوس و جمع‌آوری مالیات (phoros) بوده است.
در طول دومین جنگ مقدس پریکلس رهبری ارتش آتن را علیه دلفی و بقایای فوکیس برعهده داشت و سعی کرد حق حاکمیت خود را بر اوراکل اثبات کند. در سال ۴۴۷ قبل از میلاد، پریکلس با تحسین‌آمیزترین اردوکشی خود، بربرها را از شبه‌جزیرهٔ تراکیایی گالیپولی اخراج کرد، تا استقرار مستعمرات آتنی در منطقه حفظ شود. با این حال، در این زمان، آتن با چند شورش در میان افراد خود به‌طور جدی به چالش کشیده شد. در سال ۴۴۷ قبل از میلاد، الیگارشی تبای علیه جناح دموکراتیک توطئه کردند. آتنی‌ها خواستار تسلیم فوری آنان شدند، اما پس از نبرد کورونیا، پریکلس مجبور شد برای پس‌گیری اسیرانی که در آن نبرد گرفته شدند، از دست‌دادن ناحیهٔ بئوتیه را بپذیرد. فوکیس و لوکریس پس از انضمام بوئوتیه به قلمرو دشمن، غیرقابل دفاع شدند و به سرعت تحت کنترل الیگارشی متخاصم درآمدند.
در سال ۴۴۶ پیش از میلاد، خیزش خطرناک‌تری رخ داد. شهرهای ائوبویا و مگارا قیام کردند. پریکلس با سپاهیان خود به ائوبویا رفت، اما با حمله ارتش اسپارت به آتیکا، مجبور به بازگشت شد. با رشوه و مذاکره، پریکلس تهدید قریب‌الوقوع را برطرف کرد و اسپارتی‌ها به خانه بازگشتند. بعداً هنگامی که درآمدها و مخارج عمومی پریکلس را حسابرسی می‌کردند، خرج ۱۰ تالنت توجیه نشد، زیرا اسناد رسمی فقط اشاره داشتند که این پول برای «یک هدف بسیار جدی» هزینه شده‌است. با این وجود، «هدف جدی» (یعنی رشوه به اسپارت) برای حساب‌رسان چنان واضح بود که آن‌ها بدون دخالت رسمی و حتی بدون تحقیق در مورد راز آن، هزینه را تأیید کردند.
پس از برطرف شدن تهدید اسپارت، پریکلس دوباره به ائوبویا رفت و شورش را در آنجا سرکوب کرد. وی سپس صاحبان زمین خالکیس که املاک خود را از دست دادند، را مجازات کرد. ساکنان هیستیائا، در عین حال، بدل به خدمه یک کشتی جنگی ترایریم شدند و به جایشان ۲۰۰۰ مهاجر آتنی در منطقه مستقر شدند. بحران با صلح سی ساله (زمستان ۴۴۶–۴۴۵ پ‌م) به پایان رسید، که در آن آتن از بسیاری از دارایی‌ها و منافع خود در سرزمین اصلی یونان که از سال ۴۶۰ به دست آورده بود، صرف نظر کرد؛ و هر دو سو، آتن و اسپارت، توافق کردند که دیگر برای پیروزی ایالات متحدشان تلاش نکنند.

#### نبرد نهایی با محافظه‌کاران
در سال ۴۴۴ قبل از میلاد، جناح‌های محافظه‌کار و دموکرات‌ها در یک مبارزه شدید با یکدیگر روبرو شدند. رهبر بلندپرواز جدید محافظه‌کاران، توسیدید، پریکلس را متهم به ولخرجی کرد و از هزینه‌های او برای طرح بنای ساختمان‌ها انتقاد کرد. در ابتدا توسیدید موفق شد انجمن را در مورد این اتهامات، به نفع خود تحریک کند. با این حال، وقتی پریکلس سخنرانی کرد، استدلال‌های قاطعانه‌اش توسیدید و محافظه‌کاران را به شدت در حالت تدافعی قرار داد. سرانجام، پریکلس پیشنهاد کرد که با شرط این که کتیبه‌های وقف را به نام خودش بنویسند، همهٔ هزینه‌های مشکوک را از اموال خصوصیش به شهر بازپرداخت کند. موضع او با تشویق حضار روبرو شد و توسیدید کاملاً شکست خورد. در سال ۴۴۲ قبل از میلاد، مردم آتن به طرد توسیدیدس برای مدت ۱۰ سال از این شهر رأی دادند و پریکلس بار دیگر حاکم بدون چالش در عرصهٔ سیاسی آتن شد.

#### حکومت آتن بر شهرهای متحدش

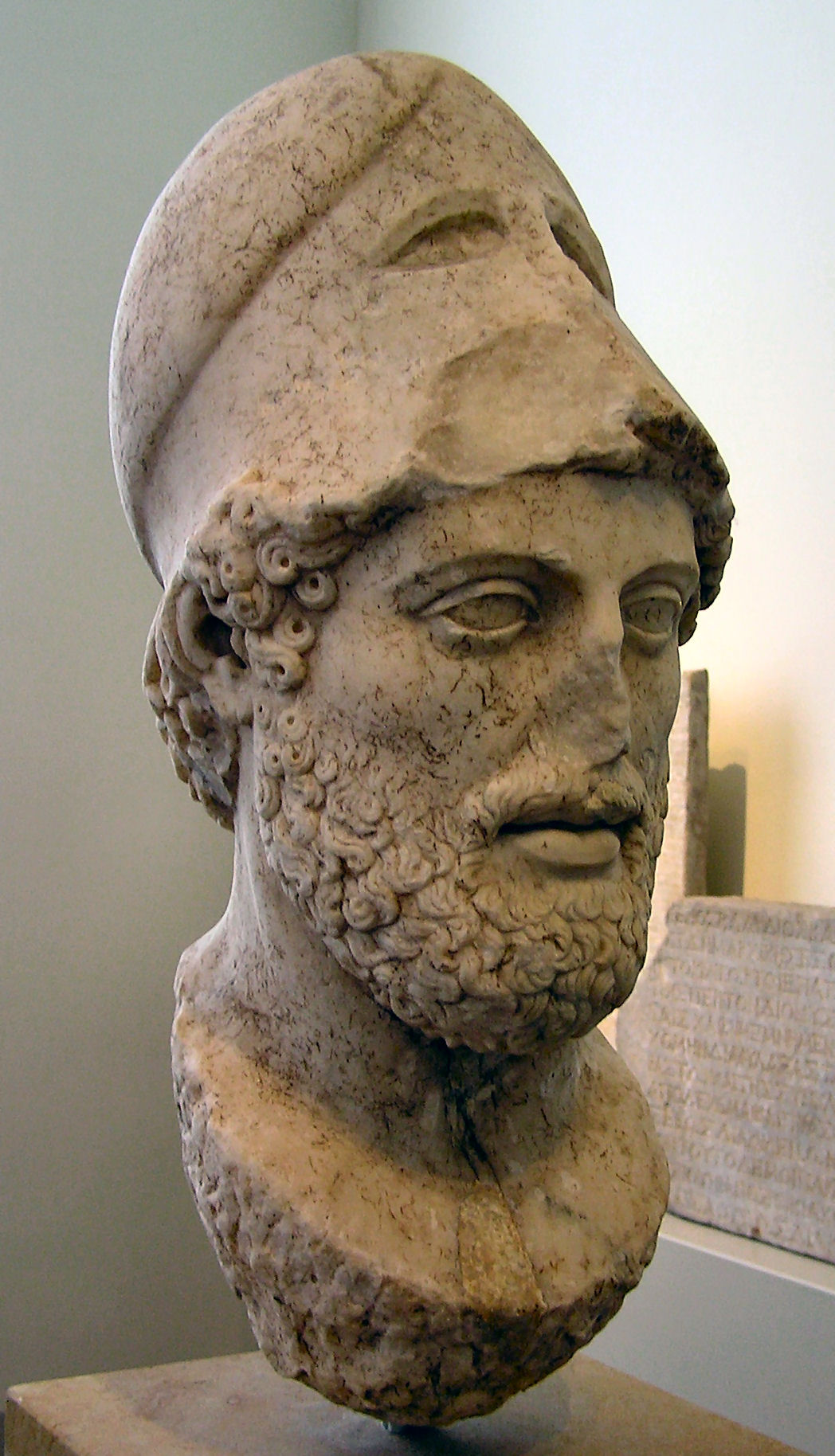
نیم‌تنهٔ پریکلس اثر کرسیلاس، موزه آلتس، برلین

پریکلس می‌خواست تسلط آتن بر اتحادش را تثبیت کند و برتری خود را در یونان اعمال کند. فرایند تبدیل لیگ دلیان به امپراتوری آتن به‌طور کلی قبل از زمان پریکلس آغاز شد، زیرا متحدان مختلف در لیگ تصمیم گرفتند به جای این که از کشتی‌های ناوگان لیگ استفاده کنند، به آتن باج بپردازند؛ اما تحول سرعت گرفت و توسط پریکلس به نتیجه رسید.
گام‌های نهایی تغییر جهت ساختن امپراتوری ممکن است به دلیل شکست آتن در مصر باشد، که سلطه این شهر را در اژه به چالش کشید و منجر به شورش متحدان مختلفی مانند مایلتوس و اریترائه شد. آتن پس از شکست در مصر و شورش متحدان، در سال ۴۵۴–۴۵۳ پ‌م، یا به دلیل ترس واقعی از جانب امنیتش، یا به صورت بهانه‌ای برای به دست‌آوردن کنترل امور مالی اتحادیه، خزانه‌داری اتحاد را از دلوس به آتن منتقل کرد.
در سال‌های ۴۵۰–۴۴۹ پیش از میلاد، شورش‌های میلتوس و اریترائه سرکوب شد و آتن حکومت خود را بر متحدانش برقرار کرد. در حدود سال ۴۴۷ قبل از میلاد مسیح، کلارخوس فرمانی برای ضرب سکه صادر کرد تا به موجب آن، سکه‌های نقرهٔ آتن وزن و معیارهای استاندارد خود را به همهٔ متحدان تحمیل گرداند. طبق یکی از دقیق‌ترین مقررات این مصوبه، مازاد حاصل از عملیات ضرب وارد یک صندوق ویژه می‌شد و هر کسی که پیشنهاد می‌کرد به شیوهٔ دیگری از آن استفاده کنند، مجازات اعدام داشت.
پریکلس توانست با استفاده از خزانه‌داری اتحاد، بودجهٔ لازم برای تأمین برنامهٔ بلند پروازانهٔ خود، با مرکزیت ساخت «آکروپلیس پریکلسی»، شامل پروپیلیا، پارتنون و مجسمه طلای آتنا را بسازد. دوست پریکلس به نام فیدیاس مسئول ساخت و سازهای مذکور بود. در سال ۴۴۹ قبل از میلاد، پریکلس فرمانی را پیشنهاد کرد که اجازه می‌داد از ۹۰۰۰ تالنت برای تأمین بودجهٔ برنامهٔ اصلی بازسازی معابد آتن استفاده شود. آنجلوس ولاخوس، یک آکادمیسین یونانی، به استفاده از خزانه‌داری این اتحاد، که توسط پریکلس آغاز و اجرا شد، به عنوان یکی از بزرگ‌ترین اختلاس‌های تاریخ بشر اشاره کرده است. این سوءاستفاده برخی از شگفت‌انگیزترین آثار هنری جهان باستان را تأمین مالی کرد.

#### جنگ ساموسی‌ها
جنگ سامیا یکی از آخرین وقایع مهم نظامی قبل از جنگ پلوپونزی بود. پس از تبعید توسیدید، پریکلس هر ساله، مجدداً به عنوان ژنرال انتخاب می‌شد، این تنها مقام رسمی بود که او داشت، اگرچه نفوذ وی به حدی بود که وی را در این برهه عملاً حاکم دولت می‌دانند. در سال ۴۴۰ قبل از میلاد، ساموس به خاطر کنترل پریه‌نه، که شهری باستانی یونیا در دامنه تپه‌های میکال بود، علیه میلتوس وارد جنگ شد. میلتوسی‌ها که در معرض شکست در جنگ بودند، به آتن آمده و مشکلشان با ساموسی‌ها را مطرح کنند.
هنگامی که آتنی‌ها به دو طرف دستور دادند جنگ را متوقف کنند و پرونده را به داوری در آتن بسپارند، ساموسی‌ها از این امر سر باز زدند. در پاسخ، پریکلس فرمانی صادر کرد که لشکری را به ساموس اعزام کند. 
در نبرد دریایی، آتنی‌ها به رهبری پریکلس و نُه ژنرال دیگر نیروهای ساموس را شکست داده و دولت آتن را به جزیره تحمیل کردند. هنگامی که ساموسی‌ها علیه حاکمیت آتن قیام کردند، پریکلس پس از هشت ماه محاصرهٔ سخت، شورشیان را مجبور به کاپیتولاسیون کرد، که منجر به نارضایتی قابل توجهی در میان ملوانان آتن شد. سپس پریکلس شورشی را در بیزانتیوم سرکوب نمود و هنگامی که به آتن بازگشت، برای بزرگداشت سربازانی که در این لشکر کشته شدند، خاکسپاری برگزار کرد.
بین سال‌های ۴۳۸–۴۳۶ قبل از میلاد، پریکلس ناوگان آتن را به پونتوس هدایت کرد و روابط دوستانه‌ای با شهرهای یونانی‌نشین منطقه برقرار کرد. پریکلس همچنین بر روی پروژه‌های داخلی مانند استحکامات آتن (ساخت «دیوار میانی» حدود ۴۴۰ پ‌م) تمرکز داشت و به ایجاد کلروخی‌های جدید، مانند آندروس، ناکسوس و توریی (۴۴۴ پ‌م) و همچنین آمفیپولیس (۴۳۷–۴۳۶ پ‌م) اقدام نمود.

#### حملات شخصی

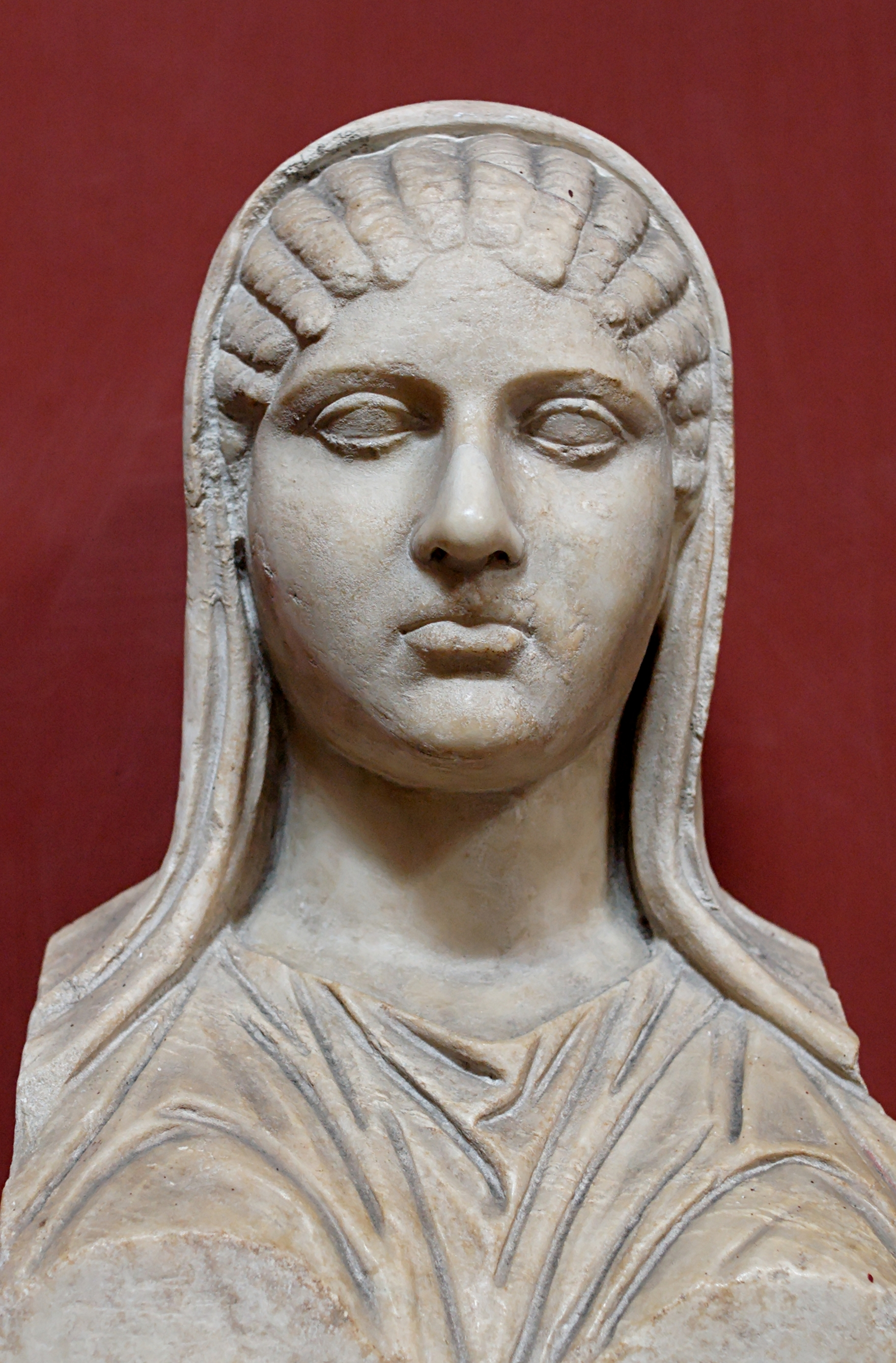
آسپاسیای میلتوسی (ح. ۴۶۹ پ‌م - ح. ۴۰۶ پ‌م)، همدم پریکلس

پریکلس و دوستانش هرگز از حمله مصون نبودند، زیرا برتری در آتن دموکراتیک معادل حاکمیت مطلق نبود. درست قبل از وقوع جنگ پلوپونزی، پریکلس و دو نفر از نزدیکان وی، فیدیاس و معشوقه‌اش، آسپاسیا، با یک سری حملات شخصی و قضایی روبرو شدند.
فیدیاس، که مسئول تمام پروژه‌های ساختمانی بود، ابتدا به اختلاس طلا برای مجسمه آتنا و سپس به بد کیشی متهم شد، زیرا هنگامی که او جنگ آمازون‌ها را بر روی سپر آتنا حکاکی می‌کرد، فیگور کچل و پیری از خودش را در آن رسم کرد، و همچنین شباهت بسیاری میان جنگ پریکلس و جنگ آمازون‌ها وجود داشت.
آسپاسیا، که به خاطر تواناییش به عنوان یک فرد خوش‌صحبت و مشاور مشهور بود، متهم به فاسد کردن زنان آتنی برای رضایت‌دادن به انحرافات جنسی پریکلس شد. اتهامات وارد شده علیه او احتمالاً چیزی جز تهمت‌های اثبات نشده نبود، اما در کل این تجربه برای پریکلس بسیار تلخ بود. اگرچه آسپاسیا به لطف طغیان عاطفی نادری که از پریکلس رخ داد، تبرئه شد؛ اما دوستش، فیدیاس، در زندان درگذشت و دوست دیگر وی، آناکساگوراس، به دلیل اعتقادات مذهبی خود مورد حمله انجمن قرار گرفت.
فراتر از این تعقیب‌های اولیه، انجمن خود پریکلس را متهم کرد که ولخرجی‌هایش را توجیه کرده و بر درآمدهای عمومی سوء مدیریت داشته است. طبق گفته‌های پلوتارک، پریکلس از محاکمه پیش رو چنان ترسیده بود که نگذاشت آتنی‌ها به لاکِدمون تسلیم شوند. بلوخ همچنین معتقد است که پریکلس برای محافظت از موقعیت سیاسی‌اش در داخل آتن، عمداً جنگ را آغاز کرد. بنابراین، در آغاز جنگ پلوپونز، آتن در موقعیت نامناسبی قرار داشت و آینده‌اش را به رهبری سپرد که برای اولین‌بار در بیش از یک دههٔ اخیر، جایگاهش کاملاً متزلزل شده بود.

## جنگ پلوپونزی
علل جنگ پلوپونز بسیار مورد بحث و بررسی قرار گرفته‌است، اما بسیاری از مورخان باستان تقصیر را بر دوش پریکلس و آتن می‌اندازند. به نظر می‌رسد پلوتارک معتقد است که پریکلس و آتنیان با تحریک به جنگ، در تلاش بودند تاکتیک‌های جنگ طلبانه‌شان را «با نوعی استکبار و تمایل به نزاع» پیاده کنند. توسیدید به همین موضوع اشاره می‌کند و معتقد است که دلیل جنگ ترس اسپارتیان از قدرت و رشد آتنی‌ها است. با این حال، او به‌طور کلی به عنوان ستایشگر پریکلس شناخته می‌شود، توسیدید به دلیل تعصب علیه اسپارت مورد انتقاد قرار گرفته‌است. 

### مقدمه جنگ

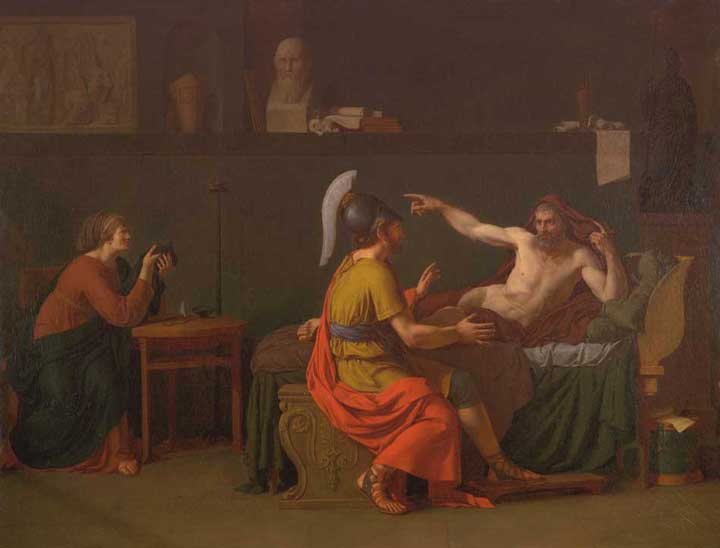
آناکساگوراس و پریکلس اثری از آگوستین-لوئیس بل (۱۷۵۷–۱۸۴۱)

پریکلس متقاعد شده بود که جنگ علیه اسپارت، که نمی‌تواند حسادت خود را از برتری آتن پنهان کند، اگر چه ناگوار باشد، اجتناب‌ناپذیر است. بنابراین، او نیروهای نظامی به کورفو فرستاد تا به تقویت ناوگان کورفویی‌هایی بینجامد که در حال مبارزه با کورینتوس بودند در ۴۳۳ سال قبل از میلاد، دو ناوگان دشمن در نبرد سیبوتا با هم مواجه شدند و یک سال بعد آتنی‌ها با نیروهای کورینتوسی در نبرد پوتیدائا جنگیدند؛ این دو واقعه موجب نفرت دائمی کورینتوس از آتن شدند. در همان دوره، پریکلس فرمان مگاری را پیشنهاد داد، که شبیه تحریم تجاری مدرن بود. طبق مفاد این فرمان، بازرگانان مگاری از بازار آتن و بندرها امپراتوری آن خارج شدند. این ممنوعیت اقتصاد مگاری‌ها را خفه کرد و صلح شکنندهٔ آتنی‌ها با اسپارت را، که با مگارا متحد بود، متشنج نمود. طبق گفتهٔ جورج کاوکول، پژوهندهٔ تاریخ باستان، با این فرمان پریکلس صلح سی ساله را نقض کرد «اما شاید بدون هیچ بهانه‌ای». توجیه آتنی‌ها این بود که مگاری‌ها سرزمین مقدسی که وقف الههٔ دمتر بود، را کشت کردند و به بردگان فراری پناه دادند، رفتاری که از نظر آتنیان بی‌دینی بود.
پس از مشورت با متحدان خود، اسپارت برای گرفتن امتیازاتی از جمله اخراج فوری خانوادهٔ آلکمائونی، از جمله پریکلس، و پس گرفتن فرمان مگاری، رایزنی به آتن فرستاد و تهدید کرد که در صورت عدم تحقق خواسته‌ها، جنگ را آغاز می‌کند. هدف آشکار این پیشنهادها تحریک رویارویی بین پریکلس و مردم بود. این واقعه، در واقع این اتفاقی بود که چند سال بعد رخ خواهد داد. در آن زمان، آتنی‌ها بدون تردید از دستورها پریکلس پیروی می‌کردند. در اولین سخنانی که توسیدید نقل کرده، پریکلس به آتنی‌ها توصیه کرد از خواسته‌های مخالفان فروگذار نمایند، زیرا آن‌ها از نظر نظامی قوی‌تر بودند. پریکلس آمادگی لازم برای دادن امتیازات یک جانبه را نداشت، زیرا معتقد بود که «اگر آتن در این مسئله تسلیم شود، اسپارت مطمئناً خواسته‌های بیشتری خواهد داشت». در نتیجه، پریکلس از اسپارتی‌ها خواست تا یک راه جایگزین (quo pro quo) ارائه دهند. در مقابل پس گرفتن فرمان مگاری، آتنی‌ها از اسپارت خواستند که عمل اخراج دوره‌ای بیگانگان از قلمرو خود (xenelasia) را کنار بگذارد و خودمختاری شهرهای متحد آن را به رسمیت بشناسد، درخواستی که نشان می‌داد سلطهٔ اسپارت نیز بی‌رحمانه بود. این شرایط توسط اسپارتی‌ها رد شد و هر دو طرف حاضر به عقب‌نشینی نبودند، پس دو شهر برای جنگ آماده شدند. طبق گفته آتاناسیوس جی. پلاتیاس و کنستانتینوس کولیپولوس، استادان مطالعات استراتژیک و سیاست بین‌الملل، «به جای تسلیم‌شدن در برابر خواسته‌های اجباری، پریکلس جنگ را انتخاب کرد». یکی دیگر از ملاحظاتی که ممکن است در موضع پریکلس تأثیر گذاشته باشد، نگرانی از گسترش شورش‌های امپراتوری، در صورت نمایان‌شدن ترس آتن بود.

### سال اول جنگ (۴۳۱ پ‌م)

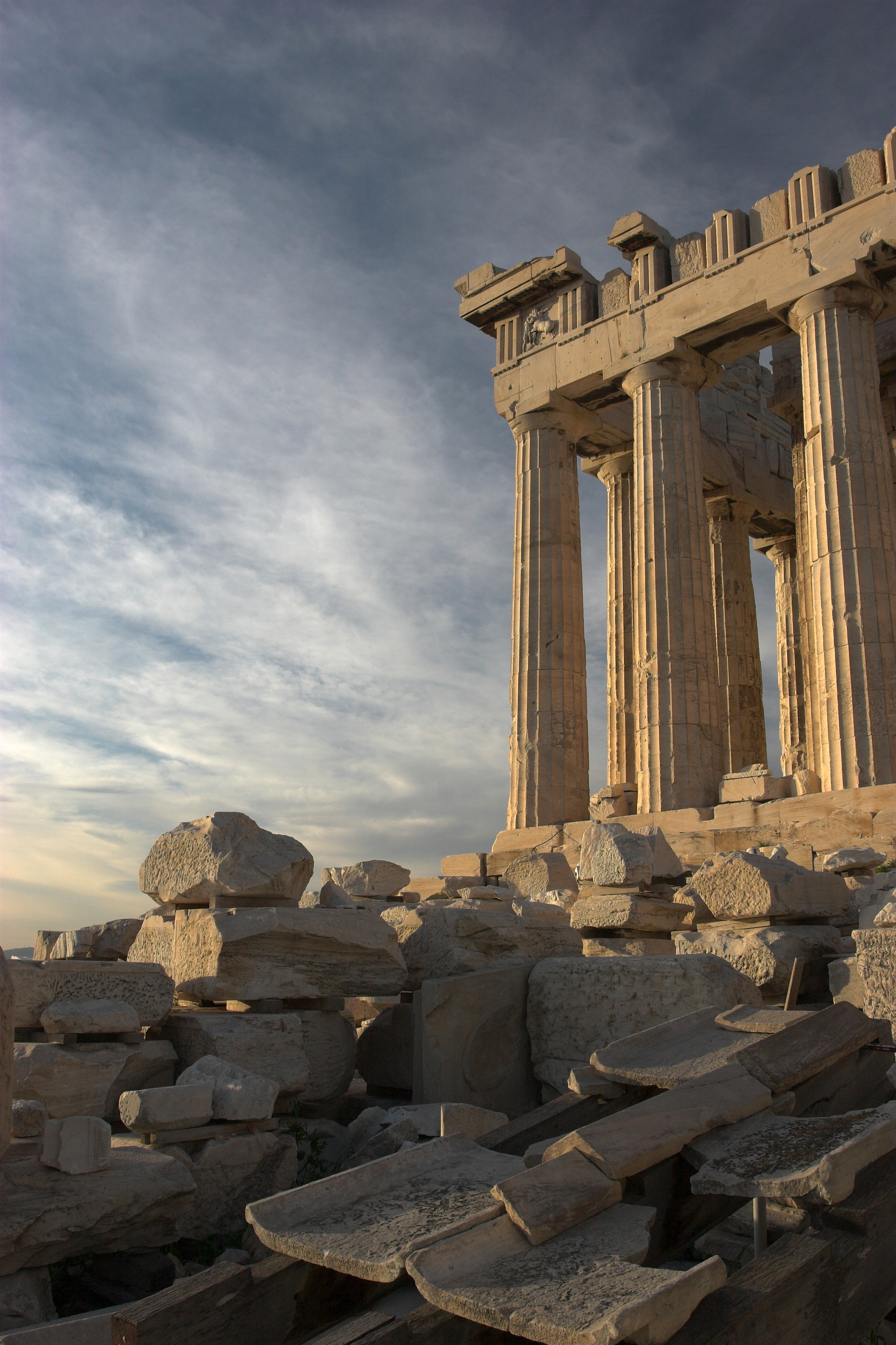
بنای پارتنون توسط پریکلس انجام شد.

در سال ۴۳۱ قبل از میلاد، در حالی که صلح موجود ناپایدار بود، آرشیداموس دوم، حاکم اسپارت، هیئت جدیدی را به آتن فرستاد و خواستار تسلیم آتنیان در برابر خواسته‌های خود شد. این نماینده اجازه ورود به آتن را نداشت، زیرا پریکلس پیش‌تر مصوبه‌ای تصویب کرده بود که بر اساس آن هرگاه اسپارت‌ها اقدامات نظامی خصمانه‌ای را آغاز کردند، از نمایندگان اسپارتی استقبال نشود. در این زمان ارتش اسپارت در کورینت جمع شده بود و با استناد به این اقدام خصمانه، آتنی‌ها از پذیرش فرستادگان آنان امتناع ورزیدند. در آخرین تلاش خود برای مذاکره، آرشیداموس به آتیکا حمله کرد، اما هیچ فرد آتنی در آنجا پیدا نکرد. پریکلس با آگاهی از این که استراتژی اسپارت حمله و ویران‌کردن قلمرو آتن است، قبلاً ترتیب تخلیهٔ تمامی جمعیت منطقه را داده و آنان را به داخل دیوارهای آتن آورده بود.
هیچ گزارش مشخصی در مورد این که چگونه پریکلس توانسته ساکنان آتیکا را راضی کند که برای انتقال به مناطق پرازدحام شهری متقاعد شوند، وجود ندارد. برای اکثر اهالی آتیکا، این حرکت به معنای کنار گذاشتن سرزمین و مقدسات اجدادی و تغییر کامل سبک زندگی آن‌ها بود. بنابراین، اگرچه آن‌ها توافق کردند که آنجا را ترک کنند، اما بسیاری از ساکنان روستاها از تصمیم پریکلس خوشحال نبودند. پریکلس همچنین به هموطنان خود در زمینهٔ امور فعلی توصیه‌هایی می‌کرد و به آن‌ها اطمینان می‌داد که اگر دشمن مزارعش را غارت نکند، اموال خود را به شهر عرضه می‌کند. این قول بدان خاطر بود که او بیم آن داشت آرشیداموس، که سابقاً یکی از دوستان وی بود، در حالی از کنار املاک شخصیش عبور کند که آن را تخریب ننماید؛ چه به عنوان ژستی برای نشان دادن دوستی یا به عنوان یک حرکت سیاسی حساب شده با هدف بیگانه نشان‌دادن پریکلس از رأی‌دهندگانش، این کار تأثیرات منفی روی پریکلس می‌گذاشت.

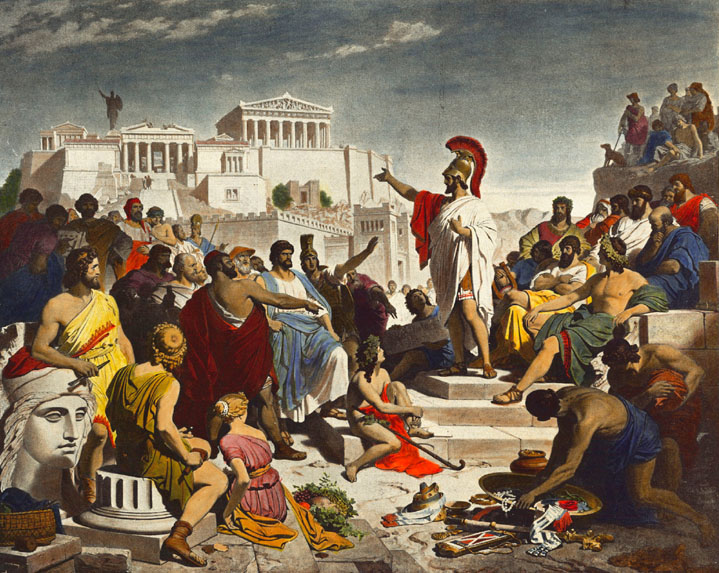
خطابهٔ خاکسپاری پریکلس (Perikles hält die Leichenrede) اثر فیلیپ فولتز (۱۸۵۲)

در هر صورت، آتنی‌ها با دیدن غارت مزارع خود خشمگین شدند و خیلی زود شروع به ابراز نارضایتی نسبت به رهبر خود کردند، زیرا به نظر بسیاری از آن‌ها، او بود که کشور را به جنگ کشانده بود. پریکلس حتی در مواجهه با فشارهای فزاینده تسلیم خواسته‌های اقدام فوری علیه دشمن یا تجدید نظر در استراتژی اولیه‌اش نشد. وی همچنین از ترس این که ممکن بود مردم خشمگین از تخریب مزرعه‌هایشان عجولانه تصمیم گیرند با ارتش خجستهٔ اسپارت روبرو شوند، از تشکیل جلسهٔ انجمن شهر پرهیز کرد. از آنجا که جلسات انجمن بنا به صلاح‌دید روسای دوره‌ای آن، که از میان «روحانیون» بودند، فرا خوانده می‌شد، پریکلس کنترل رسمی بر برنامه آن‌ها نداشت. بلکه ظاهراً احترامی که برای پریکلس قائل بودند، برای ترغیب‌شان به انجام هر کاری که در سر داشت، کافی بود. در حالی که ارتش اسپارتان در آتیکا باقی مانده بود، پریکلس یک ناوگان متشکل از ۱۰۰ کشتی را فرستاد تا به غارت سواحل پلوپونز بپردازند و از سواره‌نظام خواست محافظت از مزارع نزدیک به دیوار شهر را برعهده گیرند. وقتی دشمن عقب نشست و غارت‌ها به پایان رسید، پریکلس فرمانی را صادر کرد که بر اساس آن مقامات شهر بایستی در صورت حمله دریایی به آتن، ۱۰۰۰ تالنت و ۱۰۰ کشتی را کنار بگذارند. طبق دقیق‌ترین بند این فرمان، حتی پیشنهاد استفاده‌ای دیگر از این پول و کشتی‌ها، مجازات اعدام در پی خواهد داشت. در پاییز سال ۴۳۱ پیش از میلاد، پریکلس نیروهای آتن را که به مگارا حمله کردند، هدایت کرد و چند ماه بعد (زمستان ۴۳۱–۴۳۰ قبل از میلاد) خطابهٔ احساسی و شگرف خود را، در مراسم خاکسپاری شهیدان، قرائت کرد و از آتنی‌هایی که برای شهر خود جان باختند، تجلیل به عمل آورد.

### آخرین عملیات نظامی و درگذشت
در سال ۴۳۰ قبل از میلاد، ارتش اسپارتا برای دومین بار آتیکا را غارت کرد، اما پریکلس دلسرد نشد و از تجدید نظر در استراتژی اولیه خودداری کرد. او که مایل نبود با ارتش اسپارت درگیر جنگ شود، مجدداً یک لشکر دریایی را برای غارت سواحل پلوپونز رهبری کرد و این بار ۱۰۰ کشتی آتنی را با خود برد. به گفته پلوتارک، درست قبل از حرکت کشتی‌ها، خورشید گرفتگی ملوانان را به وحشت انداخت، اما پریکلس از دانش نجومی که از آناکساگوراس کسب کرده بود، برای آرام‌کردن آن‌ها استفاده کرد. در تابستان همان سال طاعون همه‌گیر شد و آتن را فرا گرفت. ماهیت دقیق بیماری نامشخص است. برخی به تیفوس یا تب تیفوئید مشکوک هستند، با این حال دربارهٔ اسم واقعی بیماری اختلاف نظر زیادی وجود دارد. در هر صورت، وضعیت اسفناک ناشی از این همه‌گیری در شهر، موج جدیدی از هیاهوی عمومی را برانگیخت و پریکلس مجبور شد در آخرین سخنرانی احساسی‌اش از خود دفاع کند، که گزارش آن را توسیدید ارائه داده‌است. این نطق مهمی است، که فضایل پریکلس و همچنین تلخ‌کامی او، نسبت به ناسپاسی همشهریانش، را آشکار می‌کند. به‌طور موقت، او موفق شد نارضایتی مردم را تقلیل دهد و چالش موجود را از بین ببرد، اما تلاش نهایی دشمنان داخلی برای تضعیف او به نتیجه نرسید. آن‌ها موفق شدند او را از ژنرالی محروم کنند و به مبلغی بین ۱۵ تا ۵۰ تالنت جریمه‌اش کردند. در منابع باستان از کلئون، قهرمان برجسته و پویای صحنهٔ سیاسی آتن در طول جنگ، به عنوان دادستان عمومی در دادگاه پریکلس نام برده شده.

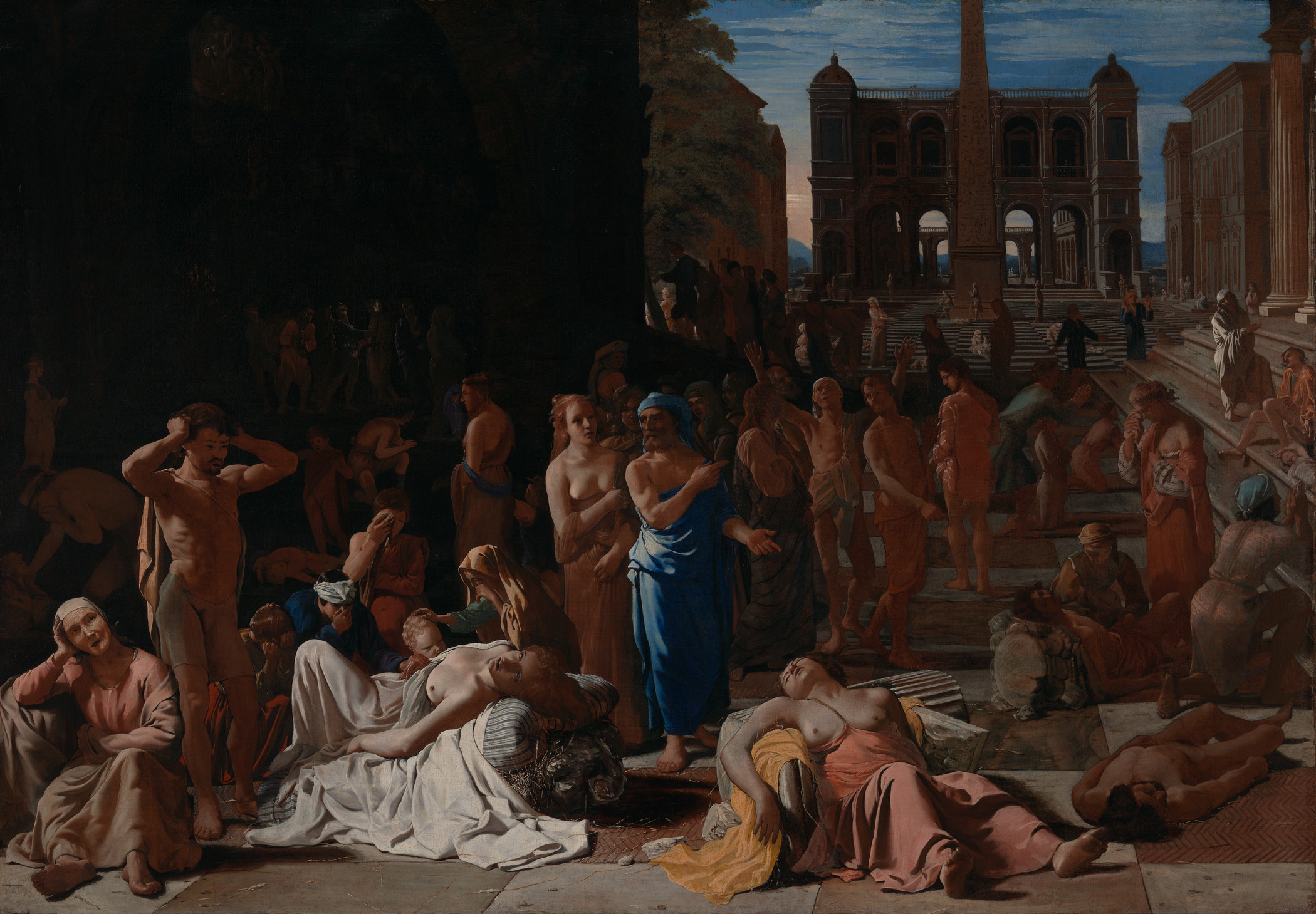
طاعون آتن (ح. ۱۶۵۲–۱۶۵۴) اثر میشل سوترز

با این وجود، در سال ۴۲۹ قبل از میلاد، طی فقط یک سال، آتنی‌ها نه تنها پریکلس را بخشیدند، بلکه او را دوباره به عنوان استراتیگوس انتخاب کردند. وی مجدداً به فرماندهی ارتش آتن بازگردانده شد و تمام عملیات‌های نظامی آن را تا ۴۲۹ قبل از میلاد هدایت کرد و بار دیگر اهرم‌های قدرت را تحت کنترل خود گرفت. در آن سال، پریکلس شاهد مرگ هر دو پسر قانونی خود از همسر اولش، پارالوس و زانتیپوس، در اثر این بیماری همه‌گیر بود. روحیه‌اش تضعیف شد و می‌گریست و حتی همراهی آسپاسیا هم نتوانست او را آرام کند. او بعداً در همان سال بر اثر طاعون درگذشت.
درست قبل از مرگ پریکلس، دوستانش دور بستر وی جمع شدند و در فضایی دوستانه، فضایل او را برشمردند و از نُه پیروزی جنگی وی یاد کردند. پریکلس، گرچه در حال احتضار بود، سخنان آن‌ها را شنید و حرفشان را قطع کرد و یادآوری نمود که آن‌ها فراموش کرده‌اند که عادلانه‌ترین و بزرگ‌ترین عنوان او را تحسین کنند. او گفت «هیچ آتنی زنده‌ای به خاطر من گریه نمی‌کند؛ بلکه برای من می‌گریند.» پریکلس در دو سال و نیم اول جنگ پلوپونز زنده بود و به گفتهٔ توسیدید، مرگ او برای آتن فاجعه بود؛ زیرا جانشینانش از او فرومایه‌تر بودند. آن‌ها ترجیح می‌دادند همهٔ عادت‌های بد را برانگیزانند و از یک سیاست ناپایدار پیروی کنند و تلاش می‌کردند محبوب باشند، تا مفید. ضمن این اظهارنظرها، توسیدید می‌گوید نه تنها از مرگ کسی تأسف می‌خورد که او را تحسین می‌کرد، بلکه او را بشارت‌دهندهٔ جلال و عظمت بی‌نظیر آتن می‌دانست.
پائوسانیاس (حدود ۱۵۰ میلادی) گزارش داده (I.29) که از مقبرهٔ پریکلس در امتداد جاده‌ای نزدیک آکادمی بازدید کرده‌است. 

## زندگی شخصی
مردان تا زمانی می‌توانند ستایش دیگران را تحمل کنند که بتوانند خود را متقاعد کنند به آن اندازه که برمی‌شمارند، توانایی دارند: با عبور از این مرحله، حسادت آغاز می‌شود و بی‌احتیاطی را در پی دارد.— توسیدید، خطابهٔ خاکسپاری پریکلس
پریکلس، پیرو رسم آتن، ابتدا با یکی از نزدیکترین خویشاوندانش ازدواج کرد، که از این ازدواج دو پسر به نام‌های پارالوس و زانتیپوس داشت، اما در حدود سال ۴۴۵ قبل از میلاد، پریکلس از همسرش جدا شد. وی با توافق بستگان ذکورش، او را به شوهر دیگری پیشنهاد داد.نام همسر اول او مشخص نیست، تنها اطلاعاتی که در مورد او وجود دارد، این است که او قبل از ازدواج با پریکلس، در ازدواج اول خود، همسر هیپونیکوس شده بود و حاصل این ازدواج، پسری به نام کالیاس بوده‌است.
پس از طلاق پریکلس از همسرش، وی رابطهٔ طولانی مدتی با آسپاسیا، اهل میلتوس، داشت و از او صاحب یک پسر به نام پریکلس جوان شد. این رابطه واکنش‌های زیادی را برانگیخت و حتی پسر خود پریکلس، زانتیپوس که بلند پروازی‌های سیاسی داشت، از متهم کردن پدرش دریغ نکرد. با این حال، اعتراض‌ها روحیه پریکلس را خدشه‌دار نکرد؛ گرچه او برای محافظت از آسپاسیا، که به فساد در جامعهٔ آتن متهم شد، گریست. خواهر وی و هر دو پسر قانونی او، زانتیپوس و پارالوس، طی اپیدمی طاعون درگذشتند. درست قبل از مرگ پریکلس، آتنی‌ها اجازه دادند در قانون سال ۴۵۱ پیش از میلاد تغییراتی ایجاد شود تا پسر نیمه‌آتنی او با آسپاسیا، پریکلس جوان، به عنوان یک شهروند آتنی وارث قانونی او گردد. این تصمیم موجب حذف قانونی شد که پیش‌تر خود پریکلس تصویب کرده‌بود تا اعطای شهروندی آتن را محدود کند.

## ارزیابی‌ها
پریکلس دوره‌ای کامل را رقم زد و در مورد تصمیمات و اقدامات مهم او قضاوت‌های متناقضی شده‌است. این واقعیت که او در عین حال یک دولتمرد، ژنرال و سخنور نیرومند بود، فقط می‌تواند ارزیابی عینی اقداماتش را دشوارتر کند.

### رهبری سیاسی

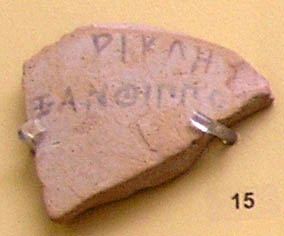
یک اُستراکون که نام پریکلس روی آن نوشته شده‌است (حدود ۴۴۴–۴۴۳ قبل از میلاد)، موزه آگورا باستان آتن

برخی از دانشمندان معاصر با پریکلس، او را پوپولیست، عوام‌فریب و جارفروش می‌خواندند، در حالی که دستهٔ دیگری رهبری کاریزماتیک وی را تحسین می‌کردند. به گفتهٔ پلوتارک، پس از به دست گرفتن رهبری آتن، «او دیگر همان انسان سابق نبود و مطیع مردم و آماده تسلیم‌شدن در برابر خواسته‌های جمعیت به عنوان هدایت‌کنندهٔ نسیم نبود». گفته می‌شود وقتی پادشاه اسپارت، آرشیداموس، از حریف سیاسی او، توسیدید، پرسید که میان او یا پریکلس کدامیک مبارز بهتری هستند، توسیدید بدون هیچ‌گونه تردیدی پاسخ داد که پریکلس بهتر است؛ زیرا حتی در هنگام شکست نیز موفق خواهد شد مخاطبان را قانع کند که او برنده شده‌است. از نظر شخصیت، پریکلس توسط مورخان باستان بسیار سرزنش شده، زیرا «او خود را آلوده به فساد نکرد، ولی به پول‌سازی هم بی‌تفاوت نبود».
توسیدید، مورخ تحسین‌کنندهٔ پریکلس، معتقد است که آتن «در ظاهر یک دموکراسی بود، اما در واقع توسط اولین شهروند خود اداره می‌شد». در این اظهار نظر مورخ آنچه را که به عنوان کاریزمای پریکلس برای رهبری، متقاعد کردن مردم و گاه ادارهٔ مستقیم امور، تصور می‌کند، به تصویر می‌کشد. اگرچه توسیدید به جریمهٔ نقدی پریکلس اشاره می‌کند، اما وی اتهاماتی را که به پریکلس وارد شده ذکر نکرده، بلکه روی صداقت پریکلس تمرکز می‌کند. از طرف دیگر، افلاطون در یکی از گفتگوهای خود، تحسین و ستایش پریکلس را رد می‌کند و می‌گوید: «آن گونه که می‌دانم، پریکلس با راه‌اندازی سیستم یارانهٔ عمومی، آتنی‌ها را تنبل، راحت‌طلب و حریص کرد».پلوتارک به انتقادات دیگری که از رهبری پریکلس می‌شد هم اشاره می‌کند: «بسیاری دیگر می‌گویند که مردم ابتدا توسط وی به تقسیم زمین‌های عمومی، اعطای کمک‌های عیدانه و توزیع یارانهٔ خدمات عمومی عادت کردند، در نتیجه تحت‌تأثیر اقدامات عمومی او، به عادت‌های بد خو کردند و تجمل‌گرایی رشد کرد و جای صرفه‌جویی و خودکفایی را گرفت».
توسیدید استدلال می‌کند که پریکلس «توسط مردم رانده نشده؛ بلکه او یکی از مردم بوده‌است.» قضاوت وی بی‌تردید نیست؛ برخی از منتقدان قرن بیستم، مانند مالکوم اف. مک گرگور و جان اس. موریسون، گفتند که وی ممکن است یک چهرهٔ عمومی کاریزماتیک بوده باشد که به عنوان مدافع پیشنهادها مشاوران یا خود مردم عمل می‌کرد. به گفتهٔ کینگ، با افزایش قدرت مردم، آتنی‌ها خود را بی‌رهبر مقتدر رها کردند. در طول جنگ پلوپونز، وابستگی پریکلس به حمایت مردمی از حکومت آشکار بود.

### دستاوردهای نظامی
این افتخارات ممکن است موجب حسادت افراد کودن سست‌عنصر شود. اما در سینه‌هایشان انرژی چشم و هم‌چشمی را می‌جوشاند، و در کسانی که باید بدون آن‌ها باقی بمانند یک حسرت رشک‌برانگیز بر جا می‌نهد. حال نفرت و عدم‌محبوبیت ازان همه کسانی است که آرزو دارند بر دیگران حکومت کنند.— توسیدید، سومین خطابهٔ پریکلس
برای بیش از ۲۰ سال پریکلس بسیاری از اردوکشی‌های عمدتاً دریایی را رهبری می‌کرد. او که همیشه محتاط بود، هرگز به خواست خود نبردی را که شامل عدم اطمینان و خطر زیادی بود، انجام نداد و به «انگیزه‌های بیهودهٔ شهروندان» گوش فرا نداد. وی سیاست نظامی خود را بر مبنای اصل تمیستوکلس مبنی بر غلبهٔ آتن به قدرت برتر دریایی آن بنا نهاد و معتقد بود که پلوپونزی‌ها در خشکی تقریباً شکست‌ناپذیر هستند. پریکلس همچنین سعی کرد با بازسازی دیوارهای آتن، نقطهٔ قوت اسپارت را به حداقل کارایی برساند، که به نظر می‌رسد استفاده از زور در روابط بین دولت‌های یونانی را کاملاً تغییر داده‌است.
در طول جنگ پلوپونز، پریکلس یک «استراتژی بزرگ» دفاعی را آغاز کرد که هدف آن فرسودگی دشمن و «حفظ وضعیت موجود» بود. به گفته پلاتیاس و کولیوپولوس، آتن به عنوان قوی‌ترین حزب نیازی به شکست اسپارت از نظر نظامی نداشت و «تصمیم گرفت نقشه اسپارت را برای پیروزی خنثی کند». دو اصل اساسی «استراتژی بزرگ پریکلسی» رد مماشات (مطابق آن وی از آتنی‌ها خواست که فرمان مگاری را لغو نکنند) و عدم فزون‌گستری بود. به گفتهٔ کاگان، اصرار شدید پریکلس مبنی بر این که نباید هیچ لشکرکشی انجام شود، می‌تواند ناشی از خاطره تلخ کارزار مصر باشد، که ادعا می‌شد وی از آن حمایت کرده‌است. گفته می‌شود استراتژی وی «ذاتاً غیر مردمی» بوده‌است، اما پریکلس موفق شد مردم آتن را ترغیب به پیروی از آن کند. به همین دلیل است که هانس دلبروک او را به عنوان یکی از بزرگترین دولتمردان و رهبران نظامی تاریخ لقب داده‌است. اگرچه هموطنان وی بلافاصله پس از مرگ وی، دست به اقدامات متجاوزانه زدند. پلاتیاس و کولیوپولوس استدلال می‌کنند که آتنی‌ها به استراتژی بزرگ پریکلس، در تلاش برای حفظ، گسترش و نفوذ امپراتوری، وفادار بودند و تا زمان اردوکشی به سیسیل از آن تخطی نکردند. بن ایکس. د وت، به نوبهٔ خود چنین نتیجه می‌گیرد که اگر پریکلس عمر طولانی‌تری داشت، استراتژیش در واپسین نبرد هم موفق می‌شد.
منتقدان استراتژی پریکلس به همان تعداد طرفداران آن بسیار بوده‌اند. یک انتقاد رایج این است که پریکلس همیشه سیاستمدار و سخنور بهتری بوده تا یک استراتژیست. دونالد کاگان استراتژی پریکلسی را «نوعی آرزوی ذهنی، که ناکام ماند» دانسته‌است. باری اس. استراوس و جوشیا اوبر گفتند که «به عنوان استراتژیست، او شکست خورد و سزاوار تقصیر شکست بزرگ آتن است»، و ویکتور دیویس هانسون معتقد است که پریکلس استراتژی روشنی برای یک اقدام تهاجمی مؤثر که بتواند تب یا اسپارت را مجبور به توقف جنگ کند، تهیه نکرده‌بود. کاگان استراتژی پریکلسی را از ۴ منظر نقد می‌کند: اول این که با رد پذیرش امتیازات جزئی، باعث جنگ شد. دوم، این که قدرت دشمن را پیش‌بینی نکرده و از این رو فاقد اعتبار است. سوم، این که برای بهره‌برداری از هر فرصتی بسیار ناتوان بود؛ و چهارم این که اجرای آن به پریکلس بستگی داشت و بنابراین پس از مرگ وی شکست می‌خورد. کاگان هزینه پریکلس را برای استراتژی نظامی خود در جنگ پلوپونز سالانه حدود ۲۰۰۰ تالنت تخمین می‌زند و بر اساس این رقم نتیجه می‌گیرد که او پول کافی برای ادامه جنگ حداقل به مدت سه سال، را داشت. او ادعا می‌کند که از آنجا که پریکلس باید در مورد این محدودیت‌ها اطلاع می‌داشت، احتمالاً برای یک جنگ بسیار کوتاه‌تر برنامه‌ریزی کرده باشد. برخی دیگر، مانند دونالد دبلیو نایت، نتیجه می‌گیرند که این استراتژی بسیار دفاعی بوده و نمی‌توانست موفقیت‌آمیز باشد.
از سوی دیگر، پلاتیاس و کولیوپولوس این انتقادات را رد می‌کنند و اظهار می‌دارند که «آتنی‌ها فقط زمانی پیروزی در جنگ را از دست دادند که استراتژی بزرگ پریکلسی، که صراحتاً به نادیده گرفتن فتوحات بعدی تأکید داشت، را به‌طور چشمگیری معکوس اجرا کردند». هانسون تأکید می‌کند که استراتژی پریکلسی ابتکاری نبود، اما می‌توانست به نفع آتن، منجر به راکد شدن نبرد شود. و این تحلیلی توده‌پسند است که افراد جانشین او فاقد توانایی و شخصیت او بودند.

### مهارت سخنوری

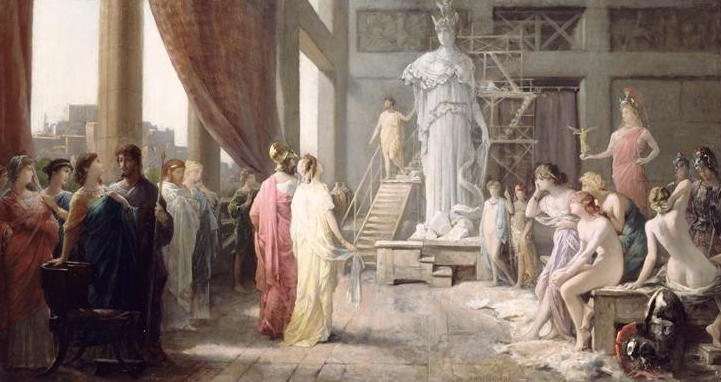
تابلویی از هکتور لرو (۱۶۴۰–۱۷۴۰)، که پریکلس و آسپاسیا را، حین این که مجسمهٔ عظیم آتنا را در استودیوی فیدیاس تحسین می‌کنند، به تصویر می‌کشد.

مفسران معاصر توسیدید، با سایر مورخان و نویسندگان معاصر، در مورد این مسئله که چه مقدار از سخنان پریکلس در روایات توسیدید از خود اوست و چقدر را مورخ با زبان و ادبیات آزاد خلق کرده، اختلاف نظر دارند. از آنجا که پریکلس هرگز سخنان خود را ننوشته و توزیع نکرده‌است، هیچ مورخی قادر به پاسخ این امر با قطعیت نیست. توسیدید سه مورد از آن‌ها را از حافظه بازآفرینی کرد و بنابراین نمی‌توان به‌طور حتم گفت که او لحن و افکار خود را در این نطق‌ها دخیل کرده یا خیر.
اگرچه پریکلس منبع اصلی الهام او بود، اما برخی از مورخان متذکر شده‌اند که سبک ادبی پرشور و آرمان‌گرایانهٔ سخنرانی‌هایی که توسیدید به پریکلس نسبت می‌دهد، کاملاً با سبک نوشتاری تحلیلی و سرد خود توسیدید مغایرت دارد. اما این ممکن است نتیجه ادغام ژانر بلاغت در ژانر تاریخ‌نگاری باشد. به عبارت دیگر، توسیدید می‌توانست به سادگی از دو شیوهٔ نوشتاری متفاوت برای دو منظور متفاوت استفاده کند.
یوانیس کاکریدیس و آرنولد گومه، دو دانشمندی بودند که دربارهٔ اصالت سخنرانی و خصوصاً آخرین سخنرانی پریکلس بحث کردند. کاکریدیس معتقد است که توسیدید کلمات پریکلس را تغییر داده‌است. برخی از قوی‌ترین استدلال‌های وی در مقدمه سخنرانی گنجانده شده‌است (Thuc.11.35). کاکریدیس عنوان می‌کند غیرممکن است که تصور کنید پریکلس پس از جنگ پلوپونز و در مراسم خاکسپاری، به تعداد ۴۳۰ نفر مخاطبان سوگوار اشاره کند. دو گروه مخاطب او بودند، دسته‌ای که حرف‌های او دربارهٔ شهدا را تحسین کردند و عده‌ای که به او باور نداشتند. گومه موضع کاکریدیس را رد می‌کند و با دفاع از روایت توسیدید، می‌گوید: «هیچ انسانی به اندازهٔ یونانیان نسبت به رشک و عملکرد او آگاه نبوده‌است و به ویژه یونانیان و توسیدید علاقه زیادی به شرح همه زمینه‌ها در کلیات خود داشتند؛ نه همیشه مرتبط.»

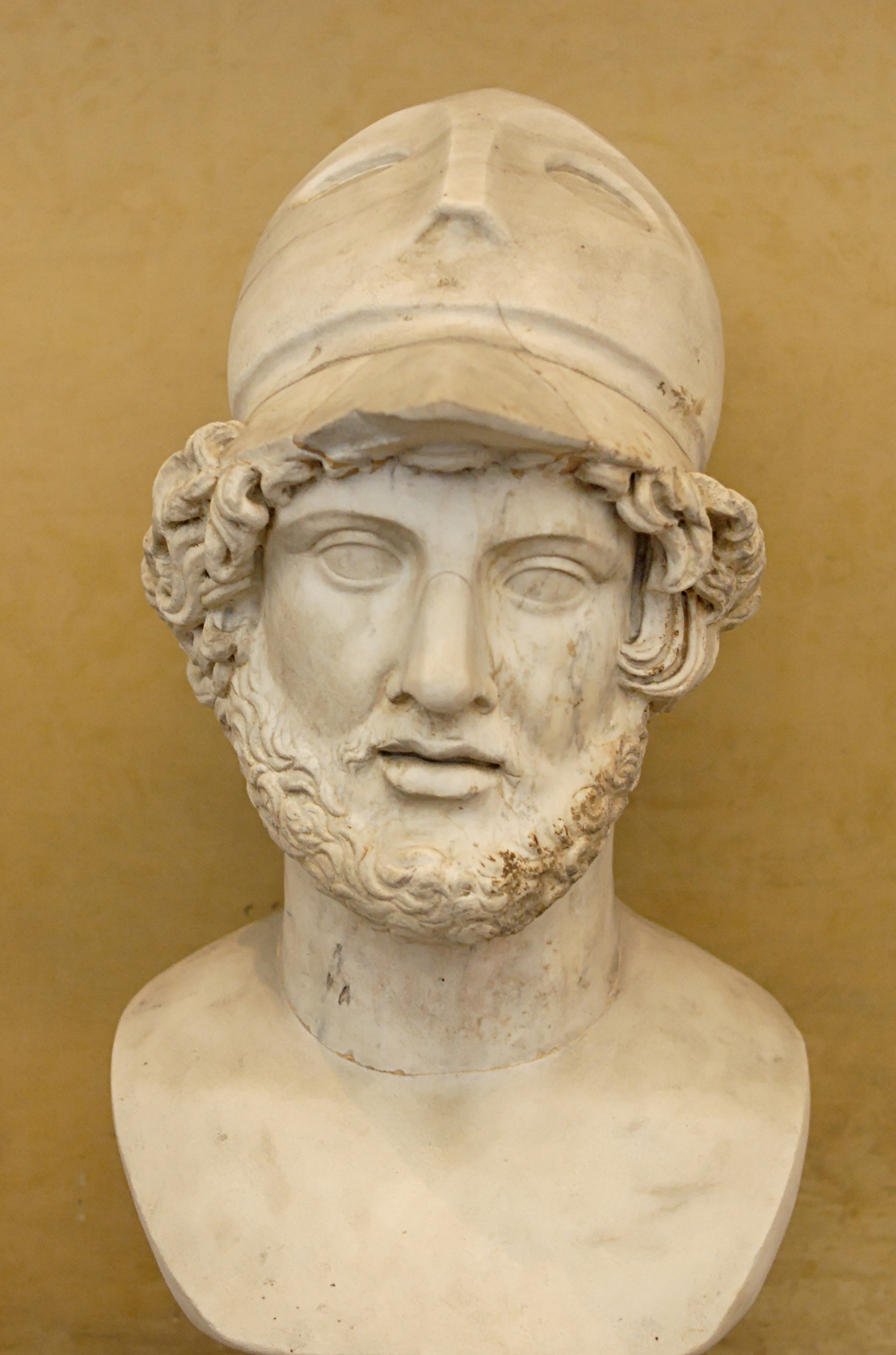
نیم‌تنهٔ مرمری پریکلس با کلاه‌خود کورینتیان، کپی رومی از نمونه اصلی یونانی، موزه چیرامونتی، موزه‌های واتیکان.

کاگان اظهار داشت که پریکلس «شیوه گفتاری عالی داشت؛ فارغ از حیله‌های عوامانه و شیطنت‌آمیز سخنرانان» و به گفته دیودوروس سیکولوس، «او در مهارت سخنوری همه همشهریان خود را سرآمد بود». طبق گفته‌های پلوتارک، او برخلاف سخنان پرشور دموستن، از به‌کارگیری القاب در سخنان خود پرهیز می‌کرد و همیشه به روشی آرام و خونسرد صحبت می‌کرد. با این حال، این زندگی‌نامه‌نویس خاطرنشان کرده‌است که شاعری به نام یون گزارش داده که شیوه صحبت کردن پریکلس «یک سخنرانی جسورانه و تا حدودی متکبرانه است، و این امر، غرور او نسبت به دیگران، بسیار بی‌احترامی و تحقیر قلمداد می‌شود».
گرگیاس، در گفتگوی همنام افلاطون، از پریکلس به عنوان نمونه‌ای از سخنوری قدرتمند یاد می‌کند.با این حال، در منکسنوس، سقراط (از طریق افلاطون) شهرت بدیعی پریکلس را نقد می‌کند و می‌گوید از آنجا که پریکلس توسط آسپاسیا، مربی بسیاری از سخنوران، آموزش دیده‌است، در سخنرانی نسبت به کسی که تحت تعلیم آنتیفون تحصیل کرده باشد، برتر خواهد بود. او همچنین نگارش نطق مراسم خاکسپاری را به آسپاسیا نسبت می‌دهد و به طرفداران معاصر پریکلس حمله می‌کند.
سر ریچارد سی. جب نتیجه می‌گیرد که «پریکلس به عنوان یک دولتمرد آتنی بی‌نظیر است و از دو لحاظ باید به عنوان یک سخنور آتنی نیز بی‌نظیر بوده باشد. اولاً، به این دلیل که او چنین موقعیتی از رشد شخصی را به دست آورد که هیچ‌کس قبل یا بعد از او به دست نیاورد؛ ثانیاً، زیرا اندیشه‌ها و منش اخلاقی او چنان به فصاحت شهرت یافت، که هیچ‌کس دیگر در میان آتنی‌ها به او نرسید».
نویسندگان یونان باستان پریکلس را «المپین» می‌نامیدند و استعدادهای او را ارج می‌داشتند. هنگام سخنرانی او «تندر و صاعقه و شور یونان» به‌پا می‌خاست و او سلاح‌های زئوس را حمل می‌کرد. به گفته کوئنتیلی، پریکلس همیشه با کوشش زیاد برای سخنرانی‌های خود آماده می‌شد و قبل از رفتن به تریبون، همیشه از خدایان طلب امداد می‌کرد، تا کلمات ناروا بر زبان نیاورد.

### پریکلس و خدایان شهر
هیچ چیز برای یونانیان بیشتر از مفهوم جدایی بین دین و دولت بیگانه نبود. در آتن، جامعه چارچوبی محکم برای جلوه‌های مذهبی فراهم کرد در حالی که به‌طور متقارن، دین عمیقاً در زندگی مدنی جای گرفته بود. در این زمینه، شرکت در آیین‌ها عملی کاملاً سیاسی و رایج بود
برای تجزیه و تحلیل روابط پریکلس با خدایان، باید موقعیت او را به دو شکل کلی و خاص بررسی کرد؛ میان آنچه برای وی شخصی بود و آنچه به نظر کل جامعه می‌رسید. از یک سو، شغل «استراتیگوس‌ها» رابطه بهم‌پیوستهٔ آتنی‌ها را با همهٔ آنچه الهی بود، روشن می‌کند. پریکلس به عنوان یک استراتیگوس که مجدداً انتخاب شد و یک سخنور متقاعدکننده، سخنگوی یک مذهب مدنی بود که دست‌خوش تحول شده بود. وی درگیر ارائهٔ سیاست‌های پیشنهادهایی دائم برای راه انداختن پروژه‌های عظیم معماری مذهبی، نه تنها در آکروپلیس، بلکه در سراسر آتیک، بود. به علاوه، او زمانی مشغول چنین فعالیت‌هایی بود، که در پس‌زمینه‌ای پر از تنش‌های دیپلماتیک در روابط میان شهرها، آتن به ارائهٔ تغییرات مذهبی ژرفی دربارهٔ ریشه‌های خود می‌پرداخت.
از سوی دیگر، منابع باستانی نگاهی اجمالی به عقاید شخصی پریکلس دربارهٔ خدایان را ممکن می‌سازند. روابط او با خدایان، در وهلهٔ اول روابط نزدیکی بود: او گاهی به عنوان یک محافظ الههٔ آتنا به تصویر کشیده می‌شد، اما در کمدی‌های آتیک او نیز به خدای زئوس تشبیه شد، در قیاسی که به هیچ وجه چاپلوسانه نبود. اما بعداً روابطی نیز وجود داشت که بر فاصله تأکید می‌ورزید: برخی از گزارش‌های فلسفی وی را به عنوان شخصی نزدیک به سوفسطایی‌ها یا حتی به عنوان یک آزاداندیش معرفی کرده‌اند. از دیگر سو، روابطی هم با هتک حرمت و بی‌احترامی به خدایان، وجود داشته است؛ برخی منابع متأخر و ضعیف‌تر، بسیاری از محاکمات و دادگاه‌های بی‌دینی و ارتداد را گزارش کردند که در آن نزدیکان پریکلس درگیر بودند و این مسئله تحمل مذهبی را در قرن پنجم آتن به شدت برمی‌انگیخت. به ویژه نشان می‌دهد که افراد در مواجهه با جامعهٔ مدنی، تا چه اندازه از آزادی اندیشه برخوردار بودند.

### میراث

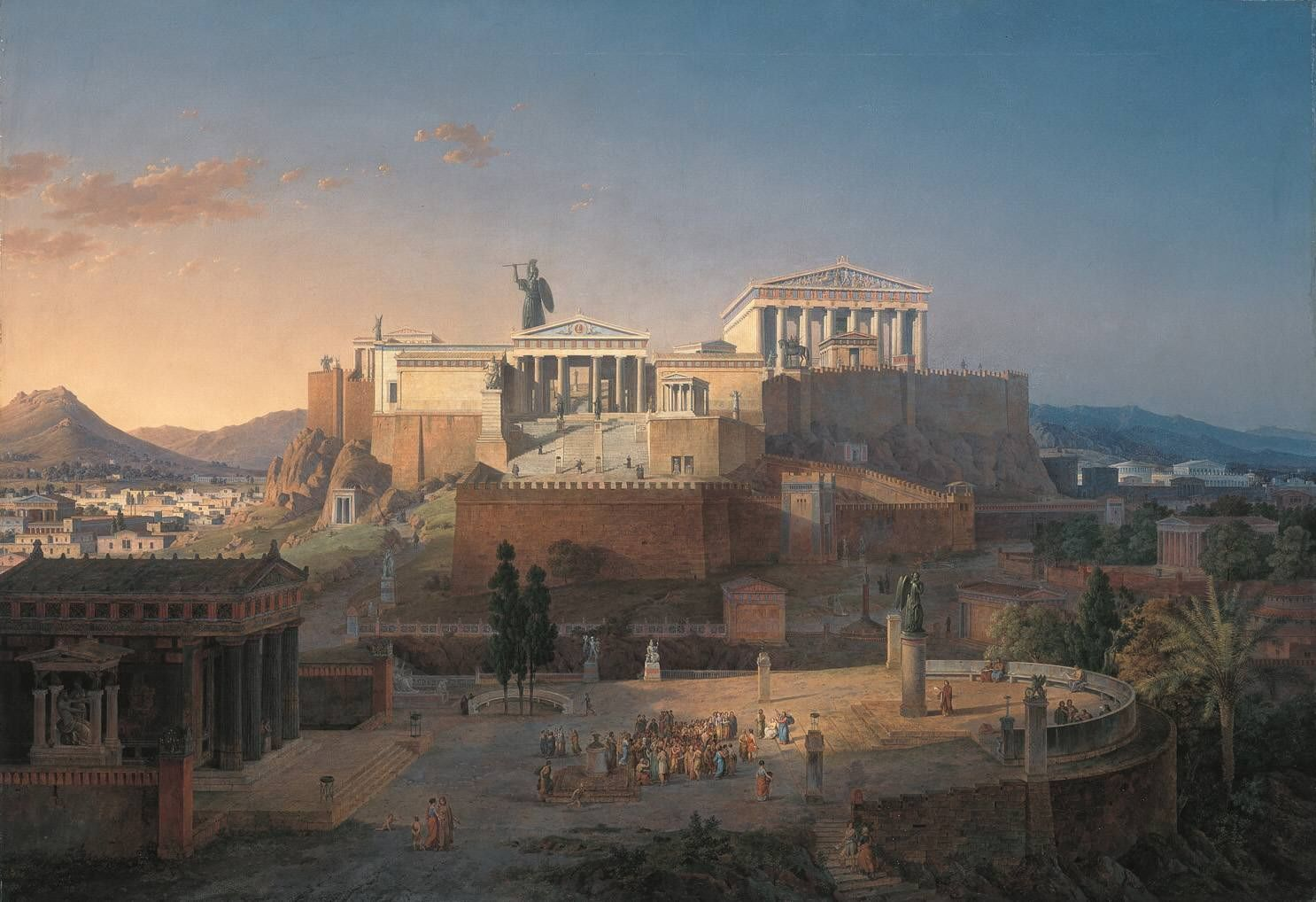
آکروپولیس در آتن (۱۸۴۶) اثری از لئو فن کلنتسه

مشهورترین میراث پریکلس را می‌توان در آثار ادبی و هنری دوران طلایی یافت که بیشتر آن‌ها تا به امروز باقی مانده‌اند. آکروپلیس اگرچه ویرانه است اما هنوز پا برجاست و نمادی از آتن مدرن است. پاپاریگوپولوس نوشت که این شاهکارها «کافی هستند تا نام یونان را در جهان ما جاودانه جلوه دهند».
در سیاست، ویکتور ال. ارنبرگ استدلال می‌کند که عنصر اساسی میراث پریکلس امپریالیسم آتن است، که به جز دولت حاکم، دموکراسی و آزادی واقعی را برای مردم نفی می‌کند. گفته می‌شود ترویج چنین امپریالیسم استکباری‌ای، آتن را خراب کرد. پریکلس و سیاست‌های «گسترش» وی در مرکز توجه بحث‌های مربوط به ترویج دموکراسی در کشورهای تحت ‌کنترل قرار داشته‌است.
تحلیلگران دیگر نیز اومانیسم آتنی را نشان می‌دهند که برآمده از عصر طلایی است. آزادی بیان به عنوان میراث ماندگار ناشی از این دوره قلمداد می‌شود. از پریکلس به عنوان «نوع ایده‌آل دولت کامل در یونان باستان» ستایش می‌شود و خطابهٔ او در مراسم خاکسپاری، امروزه مترادف با مبارزه برای دموکراسی مشارکتی و غرور مدنی است.